# Karl Braun (polityk)

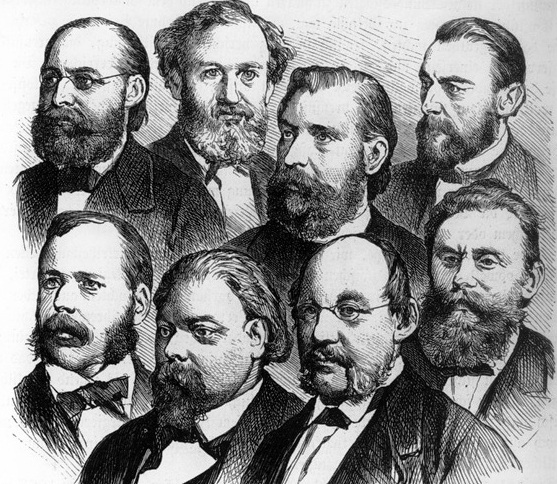
Czołowi politycy Partii Narodowo-Liberalnej Niemiec (drzeworyt 1878): górny rząd: Wilhelm Wehrenpfennig Eduard Lasker, Heinrich von Treitschke, Johannes von Miquel; dolny rząd: Franz von Roggenbach Karl Braun Rudolf Gneist Ludwig Bamberger.

Karl Braun, czasami nazywany Braun-Wiesbaden, aby odróżnić go od innych Karlów Braunów, (ur. 1822, zm. 1893) – niemiecki pisarz i polityk liberalny.

## Życiorys
Urodził się w Hadamarze, w Księstwie Nassau. Studiował filologię klasyczną i historię w Marburgu oraz prawo i ekonomię polityczną w Getyndze. Był przewodniczącym Izby Deputowanych Nassau od 1859 do 1866 roku.
Był jednym z założycieli Kongresu Ekonomistów niemieckich (Volkswirtschaftlicher Kongress) i został wybrany na stałe na prezesa w 1859 roku. Redagował Kwartalnik dla ekonomii politycznej i historii (Vierteljahrschrift für Volkswirtschaft und Kulturgeschichte) do 1887 roku był posłem w Reichstagu.
Opublikował wiele różnych prac, wśród których w 1881 roku Obrazy z czasów małych księstw niemieckich (Bilder aus der deutschen Kleinstaaterei).